# Dorothy Dalton
Dorothy Dalton (ur. 22 września 1893, zm. 13 kwietnia 1972) – amerykańska aktorka filmowa.

## Filmografia
- 1914: Across the Pacific jako Elsie Escott
- 1917: Mroczna droga jako Cleo Morrison
- 1919: Ekstrawagancja jako Helen Douglas
- 1922: Crimson Challenge jako Tharon Last
- 1923: Dark Secrets jako Ruth Rutherford
- 1924: The Lone Wolf jako Lucy Shannon

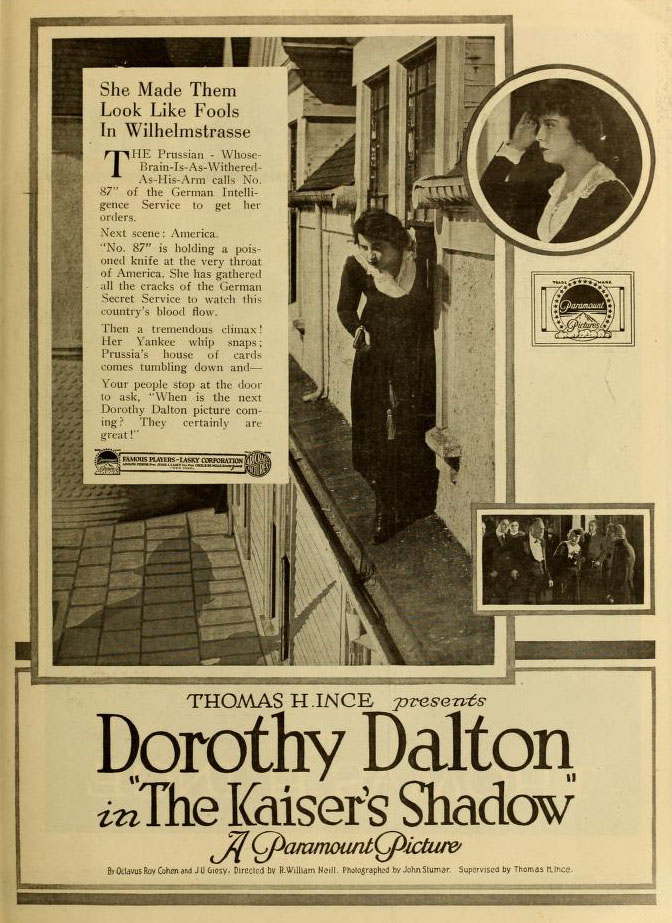
The Kaiser's Shadow (1918)
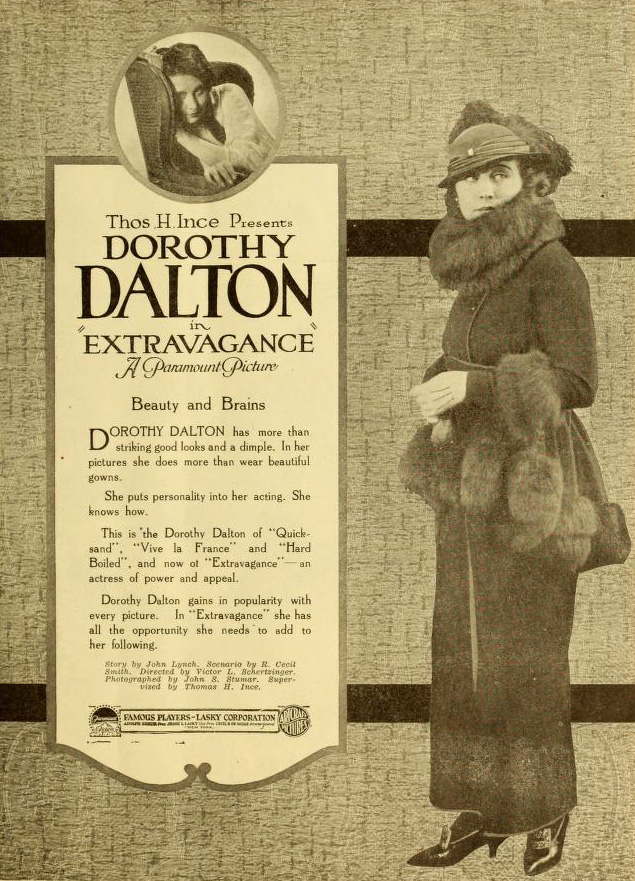
Extravagance (1919)

## Wyróżnienia
Posiada swoją gwiazdę na Hollywoodzkiej Alei Gwiazd.